# 닛칸스포츠 드라마 그랑프리
닛칸스포츠 드라마 그랑프리(日刊スポーツ・ドラマグランプリ)는 일본의 신문사 닛칸스포츠가 주최하는 일본 드라마 시상식이다. 1997년부터 개최되기 시작했다.

## 상
- 작품상
- 남우주연상
- 여우주연상
- 남우조연상
- 여우조연상
- 신인상 (1회 ~ 8회)

## 역대 수상
| 횟수   | 작품상                        | 남우주연상        | 여우주연상      | 남우조연상          | 여우조연상        |
| ------ | ----------------------------- | ----------------- | --------------- | ------------------- | ----------------- |
| 제1회  | 러브 제너레이션               | 키무라 타쿠야     | 도키와 다카코   | 노무라 만사이       | 이나모리 이즈미   |
| 제2회  | 반항하지마                    | 도모토 쓰요시     | 에스미 마키코   | 가미카와 다카야     | 후카다 교코       |
| 제3회  | 뷰티풀 라이프                 | 기무라 다쿠야     | 도키와 다카코   | 가미카와 다카야     | 미즈노 미키       |
| 제4회  | HERO                          | 기무라 다쿠야     | 도모사카 리에   | 가미카와 다카야     | 스즈카제 마요     |
| 제5회  | 안티크~서양골동양과자점~      | 다키자와 히데아키 | 후카쓰 에리     | 가미카와 다카야     | 아마미 유키       |
| 제6회  | GOOD LUCK!!                   | 기무라 다쿠야     | 다케우치 유코   | 도모토 고이치       | 야다 아키코       |
| 제7회  | 모래 그릇                     | 나카이 마사히로   | 다케우치 유코   | 가미카와 다카야     | 고유키            |
| 제8회  | 요시츠네                      | 다키자와 히데아키 | 아마미 유키     | 카메나시 카즈야     | 오카모토 아야     |
| 제9회  | 엔진                          | 야마시타 토모히사 | 아마미 유키     | 오카다 준이치       | 야쿠시마루 히로코 |
| 제10회 | 꽃보다 남자 리턴즈            | 니노미야 카즈나리 | 이노우에 마오   | 마쓰모토 준         | 스즈키 교카       |
| 제11회 | 유한클럽                      | 아카니시 진       | 호리키타 마키   | 이쿠타 도마         | 가시이 유         |
| 제12회 | 마왕                          | 오노 사토시       | 미야자키 아오이 | 니시키도 료         | 우에노 주리       |
| 제13회 | 엽기인걸 스나코               | 카메나시 카즈야   | 아마미 유키     | 우치노 마사아키     | 오마사 아야       |
| 제14회 | 취소                          | 취소              | 취소            | 취소                | 취소              |
| 제15회 | 요괴인간 벰                   | 카메나시 카즈야   | 마츠시마 나나코 | 스즈키 후쿠         | 안                |
| 제16회 | 열쇠가 잠긴 방                | 오노 사토시       | 호리키타 마키   | 사토 코이치         | 토다 에리카       |
| 제17회 | 한자와 나오키                 | 사카이 마사토     | 노넨 레나       | 가타오카 아이노스케 | 시바사키 코우     |
| 제18회 | 사신 군                       | 오노 사토시       | 아야세 하루카   | 와타베 아츠로       | 키무라 후미노     |
| 제19회 | 앨저넌에게 꽃을               | 야마시타 토모히사 | 이시하라 사토미 | 야마시타 토모히사   | 쿠리야마 치아키   |
| 제20회 | 세상에서 가장 어려운 사랑     | 오노 사토시       | 아라가키 유이   | 카가와 테루유키     | 코이케 에이코     |
| 제21회 | 99.9 ~형사 전문 변호사~ 시즌2 | 마츠모토 준       | 이시하라 사토미 | 카가와 테루유키     | 키무라 후미노     |
| 제22회 | 아재's 러브                   | 다나카 케이       | 아야세 하루카   | 하야시 켄토         | 우치다 리오       |